# Werneria submontana
Espèce
Statut de conservation UICN

 EN B1ab(iii) : En danger
Werneria submontana est une espèce d'amphibiens de la famille des Bufonidae.

## Répartition
Cette espèce est endémique du Sud-Ouest du Cameroun. Elle se rencontre :
- sur le versant Sud-Ouest du mont Koupé à 910 m d'altitude ;
- dans les monts Bakossi entre 800 et 1 200 m d'altitude.

## Publication originale
- Rödel, Schmitz, Pauwels & Böhme, 2004 : Revision of the genus Werneria Poche, 1903, including the descriptions of two new species from Cameroon and Gabon (Amphibia: Anura: Bufonidae). Zootaxa, no 720, p. 1–28.